# Philip Rosedale

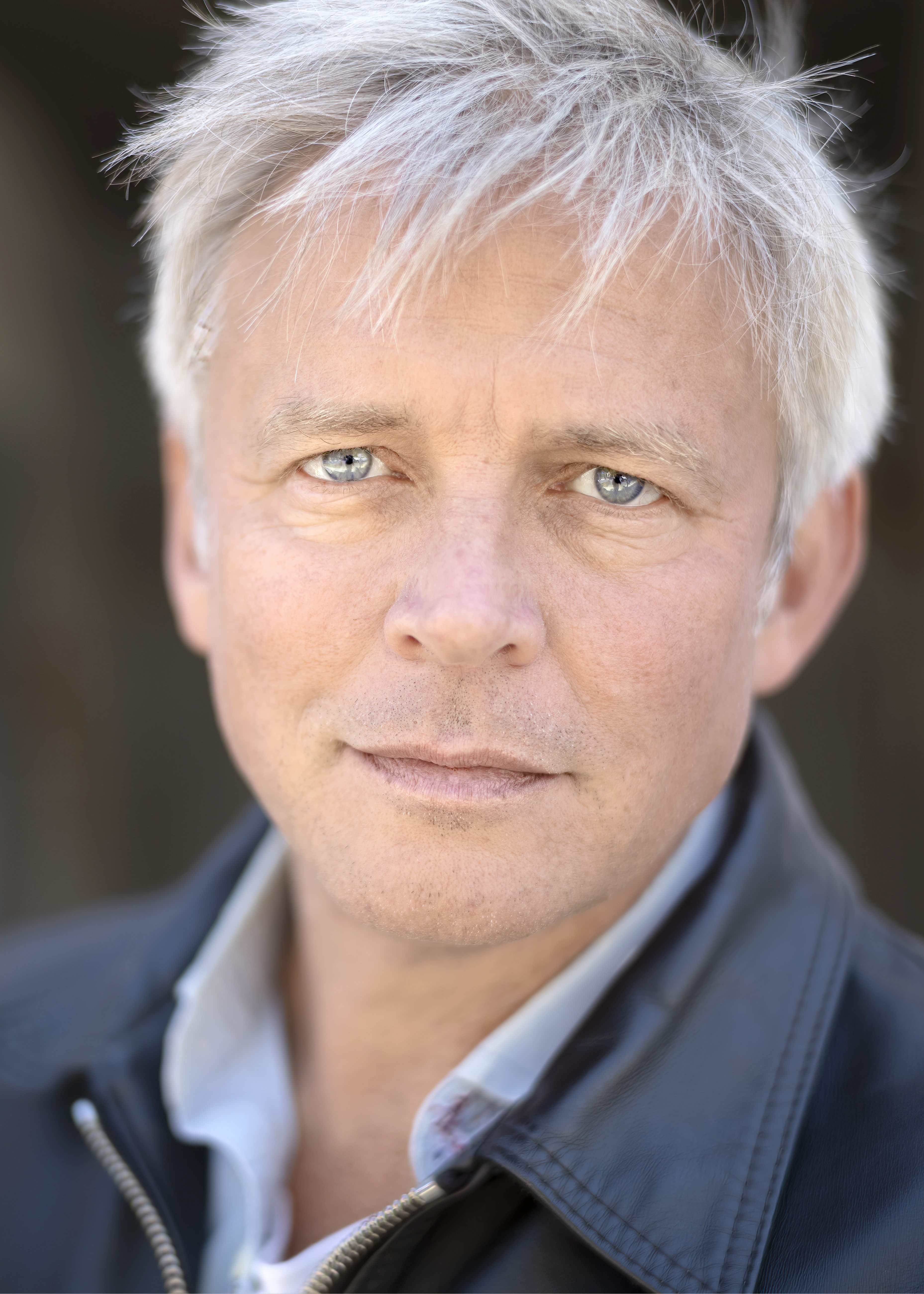
Philip Rosedale, Gründer von Linden Lab / Second Life

Philip Rosedale (* 29. September 1968 in San Diego, Kalifornien) ist ein US-amerikanischer Unternehmer. Bekannt ist er durch die Gründung der Firma Linden Lab, Betreiber der virtuellen Welt Second Life. Rosedale agiert dort unter dem Pseudonym Philip Linden.

## Leben
Philip Rosedale wurde 1968 in San Diego geboren, wo er sich schon als Jugendlicher für Computer und Virtuelle Realität interessierte. Bereits mit 17 Jahren gründete er seine erste Firma, die sich mit Datenbanken beschäftigt hat. Rosedale studierte an der University of California, San Diego Physik. Er lebt mit seiner Ehefrau Yvette Forte Rosedale und seinen vier Kindern in San Francisco.

## Schaffen
Philip Rosedale war bis 1999 der CTO des Unternehmens RealNetworks. Inspiriert durch den Roman Snow Crash gründete er danach die Firma Linden Lab. Mit ihr legte er den Grundstein für die VR-Welt Second Life. Nachdem 2006 das Wachstum von Second Life stagniert hatte, verließ Rosedale die Firma Linden Lab 2009.
Von 2011 bis 2013 versuchte er mit seinem Start-up-Unternehmen Coffee & Power Microjobs im Netz zu vermitteln.
2013 gründeten Rosedale, Ryan Downe Karpf und Irena Freidrica Heiberger die Firma High Fidelity, in der er CEO ist.
Im Januar 2022 beteiligte sich das Unternehmen High Fidelity an Linden Research und Philip Rosedale kehrte als strategischer Berater wieder zu Second Life zurück.
Am 29. Oktober 2024 wurde bei Second Life bekanntgegeben, dass Rosedale als Technische Direktor (CTO) wieder komplett zurück ist.